# ساوا نوبویوشی

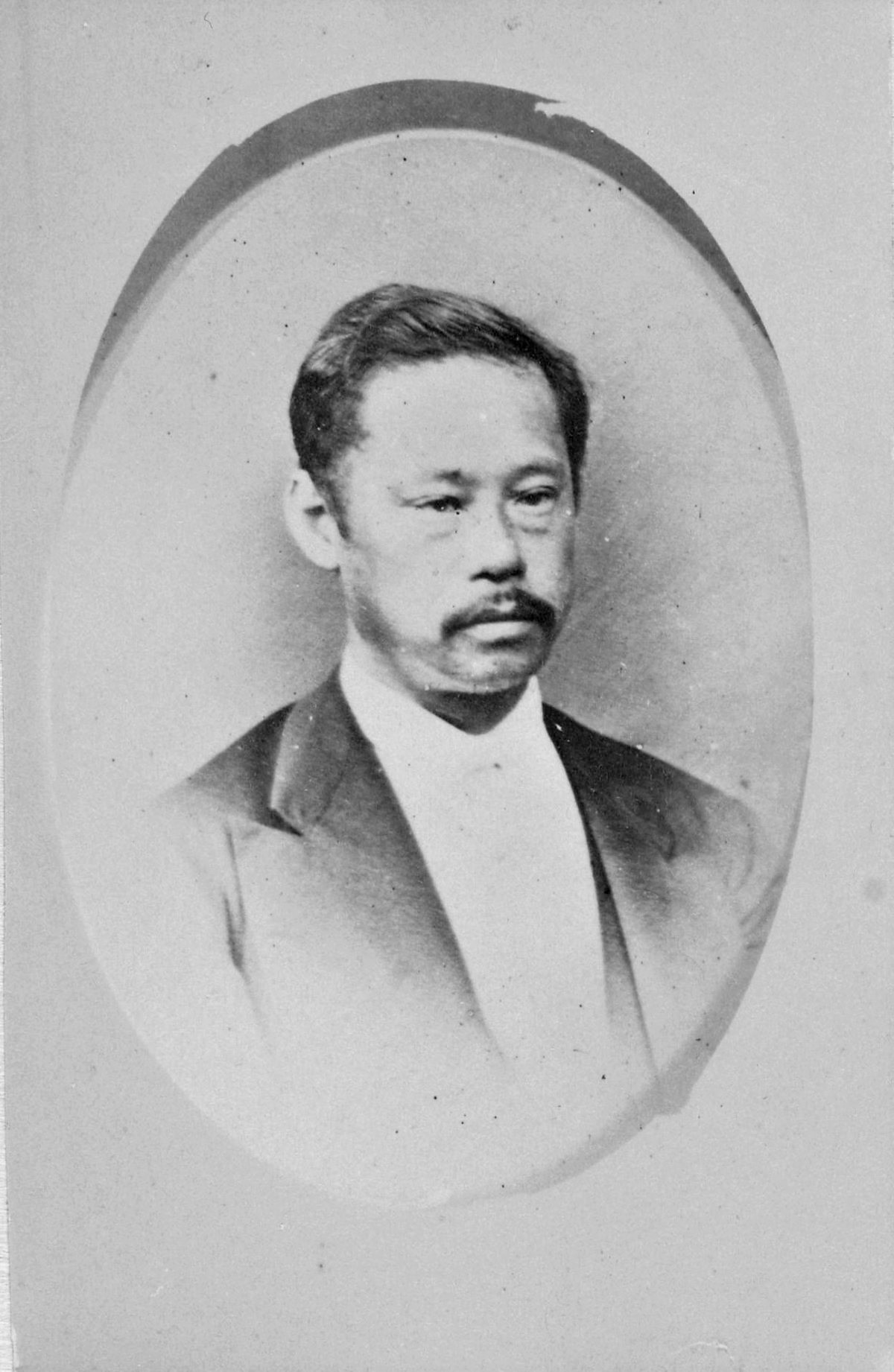
تصویر ه

ساوا نوبویوشی (به ژاپنی: 澤 宣嘉 さわ のぶよし)، تولد ۱۸۳۶ - مرگ ۱۸۷۳، او از باکوماتسو تا دوره میجی، اشراف‌زاده و سیاستمدار و یکی از هفت درباری تبعیدی بود.

## زندگی
او در سال ۱۸۳۶ به عنوان پنجمین پسر آننوکوجی کینسویی متولد شد. او بعدها با فوجیکو، دختر ساوا تامکاتسو، ازدواج کرد و داماد خوانده او شد (نوبوتانه، پسر واقعی تامکاتسو، وارث خوانده نوبویوشی شد). هنگامی که پیمان دوستی و تجارت بین ایالات متحده و ژاپن در سال ۱۸۵۸ منعقد شد، او به همراه پدرخوانده‌اش با تحریم امپراتوری مخالفت کرد و در حادثه‌ای که ۸۸ نفر از درباریان در آن شرکت داشتند، درگیر شد. پس از آن، او به عنوان حامی احترام امپراتوری به تبعیدیان در دربار امپراتوری فعال بود. در سال ۱۸۶۳، خاندان‌های آیزو و ساتسوما در کودتای ۱۸ اوت برای اخراج خاندان چوشو از کیوتو توطئه کردند و او از دربار امپراتوری اخراج شد و از پایتخت گریخت (هفت درباری تبعیدی). پس از فرار به چوشو، او در مکان‌های مختلفی پنهان شد و در اکتبر همان سال، توسط هیرانو کونیومی و دیگران حمایت شد و ارتشی را در ایکونو، ولایت تاجیما (حادثه ایکونو) گرد هم آورد، اما ارتش پس از سه روز شکست خورد. او به همراه توسابورو تائوکا (سامورایی از قلمرو کوماتسو)، گنزو موری، تایجیرو سکیگوچی (سامورایی از قلمرو میتو) و کوتارو تاکاهاشی (سامورایی از خاندان ایزوشی) فرار کرد و توسط سامورایی‌های خاندان کوماتسو در ولایت ایو، شیکوکو پنهان شد.
در ۱۹ ژوئیه ۱۸۶۱، حادثه گنجی-کوشی (حادثه کینمون) آغاز شد. پس از احیای حکومت امپراتوری در سال ۱۸۶۷، او در سمت‌های مهمی مانند مشاور، فرماندار کل کیوشو و فرماندار استان ناگاساکی خدمت کرد. در سال ۱۸۶۹، او از فرماندار امور خارجه به وزیر امور خارجه ژاپن ارتقا یافت و درگیر دیپلماسی شد.
او به عنوان وزیر امور خارجه ژاپن، اولین معاهده (معاهده دوستی، تجارت و دریانوردی) را بین ژاپن و امپراتوری اتریش-مجارستان منعقد کرد و روابط دیپلماتیک برقرار شد. این معاهده بین وزیر امور خارجه، ساوا نوبویوشی، وزیر امور خارجه، ترشیما موننوری و وزیر مختار فون پتز منعقد شد. این معاهده با حمایت هری پارکس، فرستاده بریتانیا در ژاپن، در اوایل امضا شد، اما با استناد به مفاد یکجانبه، معاهده‌ای بسیار نابرابر بود. به همین دلیل، او به عنوان هدف نهایی پروژه بازنگری معاهده دولت میجی تعیین شد. در سال ۱۸۷۰، به عنوان وزیر امور خارجه، به فرستادگان هر کشور اطلاع داد که پس از تاریخ مذاکره مشخص شده در معاهده، مذاکرات مربوط به بازنگری معاهده را آغاز خواهد کرد و بدین ترتیب راه را برای مذاکرات بازنگری معاهده باز کرد.
او در سن ۳۸ سالگی و قبل از تصدی سمت خود به عنوان فرستاده به روسیه، بر اثر بیماری درگذشت. در نتیجه، تاکه‌آکی انوموتو با عجله به عنوان فرستاده به روسیه منصوب شد.